# Barusia laconica
Barusia laconica är en spindelart som först beskrevs av Brignoli 1974.  Barusia laconica ingår i släktet Barusia och familjen Leptonetidae.
Artens utbredningsområde är Grekland. Inga underarter finns listade.